# قسم انجيرآب الريفي (مقاطعة غرغان)
قسم انجيرآب الريفي (بالفارسية: دهستان انجیرآب) هي منطقة ريفية تقع في قسم في إيران. يقدر عدد سكانها بـ 22,305 نسمة .